# Elaphoglossum decaryanum
Elaphoglossum decaryanum är en träjonväxtart som beskrevs av Tard. Elaphoglossum decaryanum ingår i släktet Elaphoglossum och familjen Dryopteridaceae. Inga underarter finns listade.